# Syrigma sibilatrix
La garza chiflona, garza silbadora, garza amarilla o garza chiflon (Syrigma sibilatrix) es una especie de ave pelecaniforme de la familia Ardeidae propia de América del Sur. Es la única especie del género Syrigma. Vive en grupos o en parejas. Su reproducción es diferente a las de las demás garzas, ya que danzan y vuelan emitiendo un grito antes del apareamiento. Pone de 2 a 4 huevos. Mide entre 50 y 60 cm.

## Hábitat

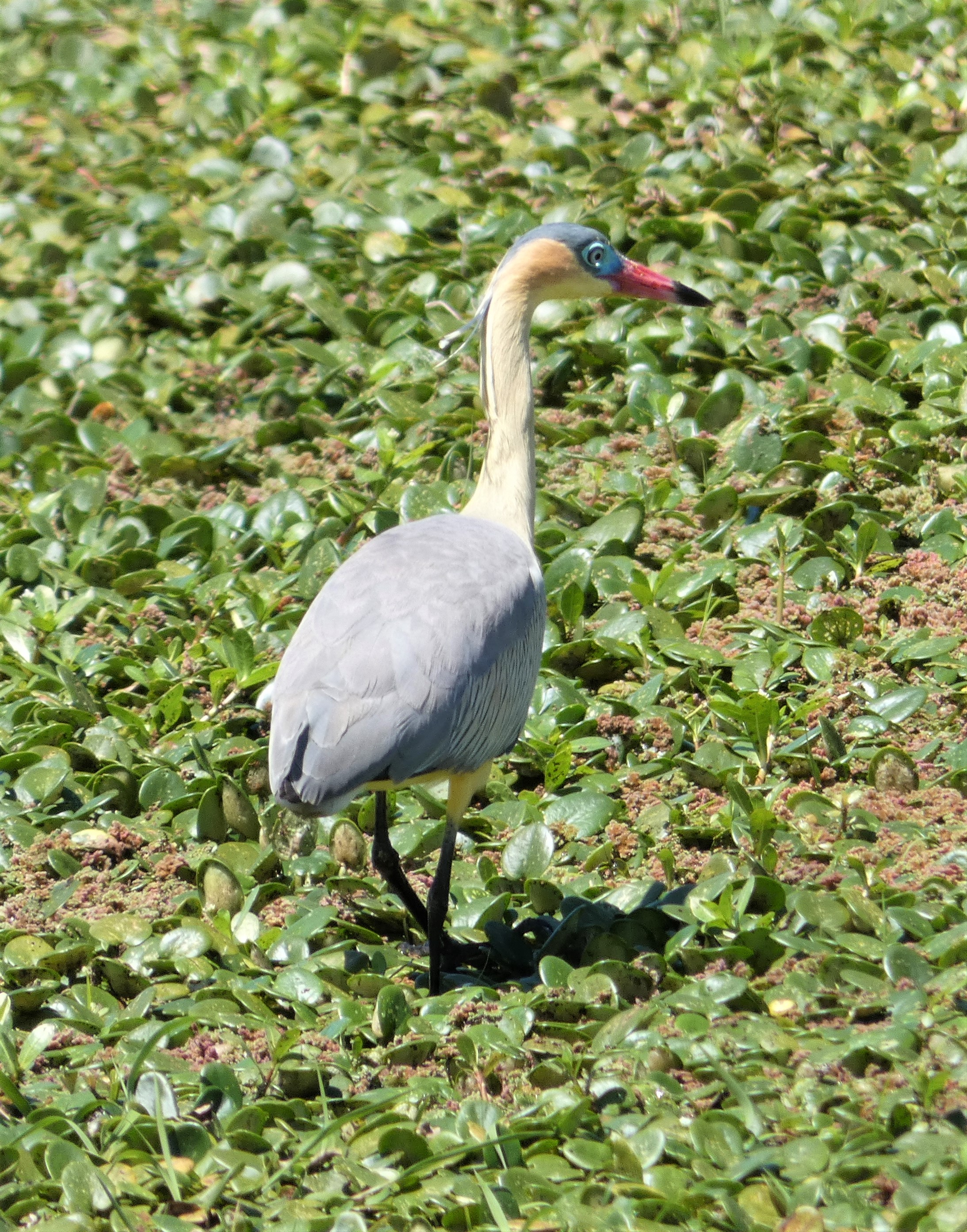
Garza amarilla (Syrigma sibilatrix), 2022, Uruguay. Museo Nacional de Historia Natural de Uruguay.

Vive en la parte oriental de Sudamérica, principalmente en humedales aunque es posible encontrarla en campos y árboles en busca de comida como insectos o lombrices.

## Subespecies
Se reconocen dos subespecies de Syrigma sibilatrix:
- Syrigma sibilatrix fostersmithi Friedmann 1949 - norte de América del Sur (Colombia y Venezuela)
- Syrigma sibilatrix sibilatrix (Temminck, 1824) - Brasil, Uruguay, Paraguay y norte de Argentina, con registros en Chile.[4]